# CIRTESU
El CIRTESU es el Centro de Investigación en Robótica y TEcnologías SUbacáticas creado con financiación de la Unión Europea a través de sus fondos FEDER 2018-2020 por un consorcio de varios grupos de investigación.

## Miembros
- Laboratory UJI-IRSLab (Interactive and Robotic Systems).
- Laboratory UJI-Grupo de Ingeniería del Diseño GID.
- Laboratory UJI-Fluidos Multifásicos GFM.
- CSIC-Centro de Investigaciones Marinas de Torreblanca.

## Objetivos
Su objetivo es unir recursos para resolver con éxito los problemas que se presentan cuando se intenta trabajar debajo del agua, desde la creación de nuevos materiales a la coordinación de varios robots (ROV) para realizar intervenciones submarinas.